# 广西杜英
广西杜英（学名：Elaeocarpus kwangsiensis）为杜英科杜英属下的一个种。

## 扩展阅读
- 維基物種上的相關：广西杜英